# Eleição municipal de Vitória em 2004
A eleição municipal de Vitória em 2004 ocorreu entre os dias 3 e 31 de outubro do mesmo ano. O prefeito Luiz Paulo Vellozo (PSDB) terminara seu mandato em 1 de janeiro de 2005.
Como nenhum candidato atingiu 50+1%, houve segundo turno e João Coser (PT) venceu César Colnago (PSDB).

## Candidatos
|  | Nº | Candidato(a) a prefeito | Candidato(a) a prefeito                               | Candidato(a) a vice-prefeito | Candidato(a) a vice-prefeito                              | Coligação |
|  | -- | ----------------------- | ----------------------------------------------------- | ---------------------------- | --------------------------------------------------------- | --- |
|  | 11 |                         | Nilton Baiano (PP) Nilton Gomes Oliveira              |                              | Sillas Vieira (PL) Sillas dos Santos Vieira               | Vitória pela Paz - Partido Progressista (PP) - Partido Liberal (PL) - Partido Social Liberal (PSL) - Partido Social Cristão (PSC) - Partido Renovador Trabalhista Brasileiro (PRTB) - Partido da Mobilização Nacional (PMN) - Partido Trabalhista Cristão (PTC) - Partido de Reedificação da Ordem Nacional (PRONA) - Partido Trabalhista do Brasil (PTdoB) |
|  | 13 |                         | João Coser (PT) João Carlos Coser                     |                              | Sebastião Balarini (PSB) Sebastião José Balarini          | Movimento Vitória de Todas as Cores - Partido dos Trabalhadores (PT) - Partido Socialista Brasileiro (PSB) - Partido Democrático Trabalhista (PDT) - Partido dos Aposentados da Nação (PAN) - Partido Humanista da Solidariedade (PHS) - Partido Verde (PV) - Partido Comunista do Brasil (PCdoB)                                                           |
|  | 19 |                         | Bernardo Valle (PTN) Bernardo Teteco Almeida do Valle |                              | Pedro Paulo Gonçalves (PTN) Pedro Paulo Gonçalves Pereira | Sem coligação - Partido Trabalhista Nacional (PTN) |
|  | 29 |                         | Sônia Santos (PCO) Sônia Santos Silva                 |                              | Rubens Moreira (PCO) Rubens Moreira Filho                 | Sem coligação - Partido da Causa Operária (PCO) |
|  | 45 |                         | César Colnago (PSDB) César Roberto Colnago            |                              | Lenise Loureiro (PPS) Lenise Menezes Loureiro             | Unidade por Vitória - Partido da Social Democracia Brasileira (PSDB) - Partido Popular Socialista (PPS) - Partido Trabalhista Brasileiro (PTB) - Partido do Movimento Democrático Brasileiro (PMDB) - Partido da Frente Liberal (PFL) |

## Resultados da eleição para prefeito
| Candidato(a)            | Vice                        | 1º Turno 3 de outubro de 2004 | 1º Turno 3 de outubro de 2004 | 2º Turno 31 de outubro de 2004 | 2º Turno 31 de outubro de 2004 |
| Candidato(a)            | Vice                        | Votação                       | Votação                       | Votação                        | Votação                        |
| Candidato(a)            | Vice                        | Total                         | Porcentagem                   | Total                          | Porcentagem                    |
| ----------------------- | --------------------------- | ----------------------------- | ----------------------------- | ------------------------------ | ------------------------------ |
| João Coser (PT)         | Sebastião Balarini (PSB)    | 68.151                        | 37,17%                        | 104.057                        | 57,90%                         |
| César Colnago (PSDB)    | Lenise Loureiro (PPS)       | 64.054                        | 34,93%                        | 75.647                         | 42,10%                         |
| Nilton Baiano (PP)      | Sillas Vieira (PL)          | 44.488                        | 24,26%                        | Não participaram               | Não participaram               |
| Bernardo Valle (PTN)    | Pedro Paulo Gonçalves (PTN) | 6.274                         | 3,42%                         | Não participaram               | Não participaram               |
| Sônia Santos (PCO)      | Rubens Moreira (PCO)        | 409                           | 0,22%                         | Não participaram               | Não participaram               |
| Total de votos válidos  | Total de votos válidos      | 183.376                       | 100,00%                       | 179.704                        | 100,00%                        |
| Votos apurados          |                             |                               |                               |                                |                                |
| Votos válidos           | Votos válidos               | 183.376                       | 93,76%                        | 179.704                        | 95,29%                         |
| Votos em branco         | Votos em branco             | 4.571                         | 2,34%                         | 3.477                          | 1,84%                          |
| Votos nulos             | Votos nulos                 | 7.630                         | 3,90%                         | 5.411                          | 2,87%                          |
| Total de votos apurados | Total de votos apurados     | 195.577                       | 100,00%                       | 188.592                        | 100,00%                        |
| Eleitores               |                             |                               |                               |                                |                                |
| Comparecimento          | Comparecimento              | 195.577                       | 84,31%                        | 188.592                        | 81,29%                         |
| Abstenções              | Abstenções                  | 36.409                        | 15,69%                        | 43.394                         | 18,71%                         |
| Total de eleitores      | Total de eleitores          | 231.986                       | 100,00%                       | 231.986                        | 100,00%                        |

| Partido | Partido | Candidato      | Votos   | Votos (%) |
| ------- | ------- | -------------- | ------- | --------- |
|         | PT      | João Coser     | 68 151  | 37,16%    |
|         | PSDB    | César Colnago  | 64 054  | 34,93%    |
|         | PP      | Nilton Baiano  | 44 488  | 24,26%    |
|         | PTN     | Bernardo Valle | 6 274   | 3,42%     |
|         | PCO     | Sônia Santos   | 409     | 0,22%     |
| Totais  | Totais  | Totais         | 183 376 |           |

| Partido | Partido | Candidato     | Votos   | Votos (%) |
| ------- | ------- | ------------- | ------- | --------- |
|         | PT      | João Coser    | 104 057 | 57,9%     |
|         | PSDB    | César Colnago | 75 647  | 42,1%     |
| Totais  | Totais  | Totais        | 179 704 |           |